# ボビー・ミーチャム
ロバート・アンドリュー・ミーチャム（Robert Andrew Meacham, 1960年8月25日 - ）は、アメリカ合衆国カリフォルニア州ロサンゼルス出身の元プロ野球選手（遊撃手）。右投両打。

## 経歴

### プロ入り前
1978年のMLBドラフト14巡目（全体356位）でシカゴ・ホワイトソックスから指名されるも、契約せずにサンディエゴ州立大学へ進学した。1980年には第9回日米大学野球選手権のアメリカ合衆国代表に選ばれ、第7戦では野口裕美から本塁打を放っている。

### プロ入りとカージナルス傘下時代
1981年のMLBドラフト1巡目（全体8位）でセントルイス・カージナルスから指名され、プロ入り。

### ヤンキース時代
1982年のシーズンオフに2対3のトレードでニューヨーク・ヤンキースに移籍した。
1983年6月30日にメジャーデビューを果たした。
1985年には遊撃手のレギュラーとして156試合に出場した。

### パイレーツ傘下時代
1988年オフにボブ・ブラウワーとのトレードで、テキサス・レンジャースへ移籍したが、1989年のスプリングトレーニング中に自由契約となった。
同期間中にピッツバーグ・パイレーツへ移籍した。この年は、傘下のAAA級バッファロー・バイソンズでプレーした。

### ロイヤルズ傘下時代
1990年は、カンザスシティ・ロイヤルズ傘下のAAA級オマハ・ロイヤルズでプレーした。この年限りで現役を引退した。

### 現役引退後
1993年は、コロラド・ロッキーズの傘下マイナーでコーチを務めた。
1994年からはパイレーツ傘下マイナーのコーチを務め、2001年に退任した。
2002年からは、アナハイム・エンゼルス傘下のA+級ランチョクカモンガ・クエークスで監督を務め、2004年に退任した。
2005年からは、ロッキーズの傘下マイナーに復帰し、内野コーチに就任。同年限りで退任した。
2006年からは、フロリダ・マーリンズの三塁ベースコーチに就任し、自身初めてメジャーリーグでのコーチを務める事となった。
2007年は、サンディエゴ・パドレスで一塁ベースコーチに就任した。
2008年は、マーリンズ時代に監督だったジョー・ジラルディが監督を務めるニューヨーク・ヤンキースで三塁ベースコーチに迎えられた。オフの10月14日に辞任する事が発表された。
2009年は、フィラデルフィア・フィリーズ傘下のA-級ウィリアムズポート・クロスカッターズで打撃コーチを務めた。
2009年10月13日に2010年シーズンからヒューストン・アストロズの一塁コーチに就任する事が決まった。
2012年8月19日に監督のブラッド・ミルズと打撃コーチのマイク・バーネットと共に解任された。
2013年1月17日にトロント・ブルージェイズ傘下のA+級ダニーデン・ブルージェイズの監督に就任する事が発表された。
2014年1月13日にブルージェイズ傘下のAA級ニューハンプシャー・フィッシャーキャッツの監督に就任する事が発表され、2016年まで務めた。
2017年シーズンからはブルージェイズ傘下のAAA級バッファローの監督に就任し、2019年まで務めた。
2020年シーズンからはフィリーズのコーチに就任した。2022年6月に監督のジョー・ジラルディが成績不振のため解雇されたことに伴い、自身も解雇された。
2023年より、コロラド・ロッキーズAAA級アルバカーキ・アイソトープスのベンチコーチに就任。2024年からはロッキーズ傘下AA級ハートフォード・ヤードゴーツの監督を務める。

## 詳細情報

### 背番号
- 20（1983年 - 1988年）
- 8（2006年）
- 17（2007年）
- 50（2008年）
- 10（2010年 - 2012年）
- 92（2020年 - 2022年）

### 代表歴
- 第9回日米大学野球選手権大会 アメリカ合衆国代表（1980年）